# 연동 송용리 마애여래입상
연동 송용리 마애여래입상(燕東 松龍里 磨崖如來立像)은 세종특별자치시 연동면 송용리에 소재한 마애불상이다. 2012년 12월 31일 세종특별자치시의 문화재자료 제11호로 지정되었다.

## 개요
세종특별자치시 연동면 송용리 내판역 근처 얕은 구릉에 있는 마애불이다. 커다란 배(舟)모양의 광배(光背) 가운데에 돋을새김한 이 불상은 오른쪽 눈 윗부분이 파손되어 있으며, 무릎 아래는 땅에 묻혀 있다.
머리에는 상투 모양의 머리묶음이 큼직하게 표현되었으나 파손되어 일부만 남아있으며, 얼굴은 이목구비가 뚜렷하다. 가슴 앞에 올린 두 손은 손바닥을 가슴으로 향하고 있어 이 불상이 아미타여래를 표현한 것임을 알 수 있게 한다.
이 불상은 조각수법이 형식적이고 뛰어나지 못하나 전체적으로 육중하여 안정감을 준다. 정확한 연대는 알 수 없으나 고려 중기에 만들어진 것으로 추정된다.

## 현지 안내문
화강암으로 이루어진 본 불상은 몸 전체를 둘러싼 배 모양의 광배가 구비된 입불이다. 상부는 머리부분을 포함하여 파손되었다. 머리부분에는 육계의 흔적이 있고 희미하지만 눈, 코, 입의 윤곽을 볼 수 있다.
손의 모양으로 보아 아미타여래로 추정된다. 아미타여래는 영원한 수명과 무한한 광명을 보장해주는 부처님이라는 뜻으로 어떤 중생이라도 착한 일을 하고 아미타불을 지극정성으로 부르면 서방극락의 아름다운 정토로 맞아가는 부처님이다.
전설에 의하면 좌측 윗부분이 파손된 것은 큰 뱀이 불상 위에 올라앉아 있자 맑은 하늘에서 벼락이 내려 뱀을 죽이면서 윗부분이 떨어져 나간 것이라 한다. 마애여래입상은 제작수법으로 보아 고려시대 중기에 제작된 것으로 추정된다.

## 참고 자료
- 연동 송용리 마애여래입상 - 국가유산청 국가유산포털